# Coffea commersoniana
Coffea commersoniana är en måreväxtart som först beskrevs av Henri Ernest Baillon, och fick sitt nu gällande namn av Auguste Jean Baptiste Chevalier. Coffea commersoniana ingår i släktet Coffea och familjen måreväxter. Inga underarter finns listade i Catalogue of Life.